# Antonio de Zúñiga y Sotomayor
Antonio de Zúñiga Guzmán y Sotomayor (Sevilla, c. 1524 – Milán, 20 de abril de 1583), III marqués de Ayamonte, comendador del Castillo en la Orden de Alcántara, embajador de Carlos V en Augusta, Alemania, gobernador del Estado de Milán y miembro de la Casa de Zúñiga.

## Filiación
Fue el cuarto hijo de Teresa de Zúñiga y Manrique de Castro, III duquesa de Béjar grande de España y III duquesa de Plasencia grande de España, II marquesa de Gibraleón, II marquesa de Ayamonte y IV condesa de Bañares, y de su marido Alonso Francisco de Zúñiga y Sotomayor, V conde de Belalcázar, V vizconde de la Puebla de Alcocer y V señor de las cinco villas de la Puebla y Errera.

## Al servicio del emperador del Sacro Imperio Carlos V
Antonio cruzó caballero de la Orden de Alcántara en 1543, y fue comendador del Castillo. Antonio tomó parte en la comitiva que acompañó a los novios, al príncipe, el futuro rey Felipe II, y a la princesa María de Portugal, su prima hermana y primera esposa, en el viaje que hicieron de Sevilla el 5 de octubre de 1543 a Salamanca, donde se efectuó la ceremonia matrimonial.

### Embajador en Augusta, Alemania
Fue nombrado en 1547 por el emperador Carlos V embajador en Augusta (Augsburgo), residencia frecuente del emperador en Alemania. Participó en la dieta de 1547-1548, que se celebró después de la victoria sobre la Liga de Esmalcalda (liga de los príncipes protestantes alemanes), donde se proclamaron las ordenanzas del emperador (conocidas como Augsburger Interim). Recibió en Augusta en 1548 visita de su pariente Luis de Requesens y Zúñiga en su viaje a Flandes, quien permaneció varios días en su casa.

## Al servicio del rey Felipe II
A la muerte de su madre en 1565 heredó el título de III marqués de Ayamonte y el patronazgo del convento de Regina de Sevilla, en la Orden de Santo Domingo, fundado por su madre.
Formó parte de la comitiva que participó en la ceremonia nupcial del rey Felipe II con la princesa Ana de Austria, su sobrina materna y cuarta esposa, celebrada en la catedral de Segovia por el arzobispo de Sevilla, su pariente Gaspar de Zúñiga y Avellaneda, el 12 de noviembre de 1570.

### Gobernador del Milanesado
El rey Felipe II lo nombró XVI gobernador y capitán general del Estado de Milán, cargo en que sucedió a su pariente Luis de Requesens y Zúñiga (desde abril de 1572), nombrado entonces gobernador de los Países Bajos Españoles, y que ejerció del septiembre de 1573 al julio de 1580, onde permaneció por razones desconocidas.
Antonio falleció en Milán el 20 de abril de 1583.

## Matrimonio y descendencia
Antonio se casó con Ana Fernández de Córdoba (y Fernández de Córdoba) o Ana Pacheco de Córdoba y la Cerda, hija de Luis Fernández de Córdoba y Pacheco, II marqués de Comares, y de su mujer Francisca de Zúñiga y Córdoba, hija de los III condes de Cabra. Fueron padres de: 
- Francisco de Guzmán y Sotomayor Zúñiga y Córdoba, hijo primogénito, heredero del título y estados, IV marqués de Ayamonte, casó con su prima hermana Ana Felisa de Zúñiga y Sarmiento, hija de su tío Francisco de Zúñiga y Sotomayor, IV duque de Béjar y Plasencia grande de España, etc, y de su segunda mujer Brianda Sarmiento de la Cerda,[7] de quién tuvo, por lo menos, un hijo y una hija: 
  - Francisco Antonio de Guzmán y Sotomayor, V marqués de Ayamonte, casó con su prima-hermana Leonor de Zúñiga, hija de Francisco Diego López de Zúñiga Sotomayor y Mendoza, V duque de Béjar y Plasencia grande de España, etc, y de su mujer María Andrea de Guzmán y Sotomayor, de quién tuvo un hijo y una hija: 
    - Antonio de Guzmán y Zúñiga, fallecido en vida de su padre, casó con su tía maternal Brianda de Zúñiga, sin descendencia
    - Ana Félix de Guzmán, fallecida en vida de su padre, soltera y sin descendencia

  - Brianda de Zúñiga Sarmiento de la Cerda y Guzmán (Alhambra, Granada, c. 1600 - 1627), VI marquesa de Ayamonte, casada primera vez con Rodrigo de Silva y Mendoza, I conde de Saltés, de quién tuvo un hijo, y casada segunda vez en 1626 con Íñigo López de Mendoza y Vargas (? - Málaga, 1656), VI marqués de Mondéjar y VII conde de Tendilla, sin descendencia[8]
    - Alonso de Guzmán, II conde de Saltés, fallecido en vida de su madre, soltero y sin descendencia

  - Luis Fernández de Córdoba, murió joven
- Ana de Sotomayor y Zúñiga, quien contrajo matrimonio con Rodrigo de Arteaga y Gamboa, secretario y gobernador de los estados de los duques de Béjar, hijo de Rodrigo de Arteaga y Gamboa, famoso capitán e hidalgo vizcaíno, hijo segundo del VII señor de Arteaga,[9][10] y de su mujer María Losada Gabalianes/Gabillanes y Cernadilla, que fue dama de la reina Germana de Foix, segunda mujer del rey Fernando II de Aragón, hija de Pedro Álvarez Losada, que fue señor del Palacio de Losada, en Galicia, y de su esposa,[11][10] con descendencia.[12]
- Luis Fernández de Córdoba, murió joven.

| Predecesor: Teresa de Zúñiga y Manrique de Castro | Marqués de Ayamonte 1565 - 1583       | Sucesor: Francisco de Guzmán y Sotomayor Zúñiga y Córdoba |
| Predecesor: Luis de Requesens y Zúñiga            | Gobernador del Milanesado 1573 - 1580 | Sucesor: Sancho de Guevara y Padilla                      |